# Drusilla heydeni
Drusilla heydeni – gatunek chrząszcza z rodziny kusakowatych i podrodziny Aleocharinae.
Gatunek ten opisany został w 2007 roku przez Eduarda Eppelsheima, który nadał mu epitet gatunkowy na cześć Lucasa F. J. D. von Heydena. W 2005 roku Volker Assing zsynonimizował z nim gatunek Drusilla akinini opisany w 1888 roku również przez Eppelsheima.
Chrząszcz palearktyczny, wykazywany z Azji Środkowej oraz irańskich ostanów Chorasan-e Razawi i Mazandaran.